# Luís de Brézé
Luís de Brézé (em francês: Louis; 1463 - Castelo d'Anet, 23 de julho de 1531) foi marido de Diana de Poitiers, a famosa amante do rei Henrique II de França. Ele era conde de Maulevrier, senhor d'Anet e visconde de Bec-Crespin.

## Família
Ele era filho de Carlota de Valois e de Jaime de Brezé, conde de Maulevrier, filho de Pedro II de Brézé. Carlota era filha bastarda do rei Carlos VII com sua amante Agnès Sorel. Sorel foi aia de Isabel da Lorena e recebeu do rei o senhorio de Beauté-sur-Marne, donde surgiu seu apelido – Dame de Beauté.
Seus pais se casaram em 1 de março de 1462. Marechal e grande senescal da Normandia, seu pai foi o favorito de Carlos VII. Praticamente foi o chefe do governo, entre 1443 a 1450. Como matou a mulher Carlota e seu amante, ele foi condenado a uma grande multa e teve que ceder seus bens ao rei.

## Biografia
Luís de Brézé acompanhou Carlos VIII e depois Francisco I à Itália. Ocupou funções de primeiro camareiro ou premier chambellan, de Grande Senescal da Normandia, como o pai, sendo muito devotado à caça. Na corte era o Grand veneur, capitão das caçadas e falcoaria.
Sua primeira esposa foi Catarina de Dreux Casou em segundas núpcias em 1514 com Diana de Poitiers, filha de Jean de Poitiers, conde de Saint Vallier, acusado de participar da conspiração do condestável de Bourbon em 1523. Desde 1536 ela começou sua ligação com o Delfim, já casado.
Com Diana teve duas filhas:
- Françoise de Brézé, casada com Roberto IV de La Marck
- Louise de Brézé, casada com Cláudio II de Aumale